# Combine
La combine (/komˈbin/) è, nel linguaggio sportivo, un accordo pattuito illecitamente tra due o più parti al fine di trarne reciproco vantaggio oppure a scapito di terzi.

## Etimologia
Altresì nota come «biscotto» — termine questo mutuato dall'ippica, riferendosi nello specifico alla somministrazione al cavallo di dolciumi infarciti con sostanze dopanti per comprometterne il rendimento agonistico — l'espressione conosce la traduzione inglese ([ˈkɒmbaɪn]) di combinare.

## Descrizione
La pianificazione dell'illecito accordo può coinvolgere, oltre ai componenti delle squadre in gioco, anche gli arbitri, in quanto figure essenziali e capaci d'alterare col proprio operato lo svolgimento della gara. Le più note tracce di combine in sport collettivi riguardano il pattuire la realizzazione di determinati punteggi, ovvero di risultati che costituiscano un mutuale beneficio o comportino invece scenari sfavorevoli per un'altra formazione.
Talvolta connesse a scambi di ingenti somme economiche — fenomeno cui non sono estranee le scommesse proposte dai bookmakers — le combine conoscono diffusione anche in ambito di sport individuale, con esempi tra l'altro nei settori pugilistico e tennistico.

## Conseguenze
In aggiunta al lavoro di prevenzione compiuto dagli enti preposti, l'accertamento di responsabilità nell'organizzazione e attuazione di combine è generalmente sanzionato dalla giustizia sportiva con provvedimenti quali radiazioni e squalifiche a carico dei protagonisti; tra le ammende comminabili alle società rientrano invece penalizzazioni e declassamenti.